# Мар'ян Яворський
Ма́р'ян Франці́шек Яво́рський (пол. Marian Franciszek Jaworski; 21 серпня 1926, Львів — 5 вересня 2020, Краків) — польський і український римо-католицький священник, архієпископ-митрополит Львівський (1991—2008). Перший кардинал серед Львівських архієпископів (з 1998). Відновив в Україні Римо-католицьку церкву, знищену радянським окупаційним режимом.

## Біографія
Народився 21 серпня 1926 року в Львові, Львівське воєводство, Польща в сім'ї Вінцентія Яворського та Станіслави Ластовецької — шляхетній родині гербу Сас. Прийняв таїнство священства 1950 року з рук архієпископа Евгеніуша Базяка. Випускник Ягайлонського (1952) і Люблінського католицького університету (1954). Доктор теології (1952), доктор філософії (1954), доктор наук (1985). Почесний прелат (1976). Ректор Краківської папської академії (1981—1987). Титулярний єпископ Ламбезіс, апостольський адміністратор Львівської архідіоцезії (1984—1991). Сподвижник папи Івана Павла II. Кардинал-пресвітер Сан-Сісто (2001). Голова Конференції римо-католицьких єпископів України (1991—2008). 2008 року вийшов у відставку, передавши Львівське архієпископство Мечиславу Мокшицькому.

### Священство
У 1945 році вступив до Вищої семінарії (Львів), однак згодом переселений до Кальварії Зебжидовської (Польща).
- 25 червня 1950 року висвячений на священника Евгеніушем Базяком, архієпископом Львівським. Був призначений вікарієм парафії Башня у Любачеві. Продовжив навчання у Краківському Яґеллонському університеті.
- У 1952 році отримав докторат з теології в Яґеллонському університеті. Того ж року був призначений вікарієм парафії Поронін, продовжуючи навчання у Кракові до 1954 року.
- У 1954—1965 роках навчався у Любліні і Варшаві.
- У 1954 році захистив докторат з філософії в Люблінському католицькому університеті та науковий ступінь габілітації лат. habilitatio з філософії релігії у Варшавській богословській академії.
- У 1970—1984 роках— секретар Наукової ради Єпископату Польщі.
- У 1976—1981 роках — декан Папського теологічного відділення у Кракові.
- Від 14 грудня 1976 року — почесний прелат Його Святості.
- З 1981 до 1987 року був ректором Папської теологічної академії у Кракові.

### Єпископство
- 21 травня 1984 року був призначений папою титулярним єпископом Ламбезі та апостольським адміністратором Львівським для територій в кордонах Польщі.
- 23 червня 1984 року був посвячений архієпископом Краківським кардиналом Францішеком Мохарським у соборі святих Станіслава і Вацлава на Вавелі.
- У 1985 році — доктор наук гонорис кауза Боннського університету в Німеччині.
- З 1987 року — член Папської ради з питань семінарій та католицьких університетів.
- 16 січня 1991 року — проголошений архієпископом-митрополитом Львівським латинського обряду.
- 28 листопада—14 грудня 1991 року був присутнім на І Спеціальній Асамблеї Синоду єпископів для Європи у Ватикані.
- У 1992 році — обраний президентом Конференції римо-католицьких єпископів України.
- 2—29 жовтня 1994 року був присутній на IX Черговій Асамблеї Синоду єпископів за папським призначенням у Ватикані.
- У 1996—1998 роках — Апостольський адміністратор Луцької дієцезії.
- З 1999 року — ректор Вищої Духовної семінарії.
- З 1999 року — член Президії Папської ради з питань родини. Був присутній на II Спеціальній Асамблеї Синоду єпископів для Європи.

### Кардинальство
- 21 лютого 1998 року — призначений кардиналом «in pectore» на Консисторії.
- 21 лютого 2001 року був проголошений кардиналом-пресвітером із титулом Сан-Сісто на консисторії.
- 30 вересня—27 жовтня 2001 року був присутній на X черговій асамблеї Синоду єпископів у Ватикані.
- 28 травня 2002 року став доктором «honoris causa» Варшавського університету. Будучи другом папи Івана Павла II, перебував біля нього в останні дні життя понтифіка.
- 18—19 квітня 2005 року був присутній на конклаві.
- 8 червня 2006 року став почесним доктором Ягайлонського університету у Кракові та 10 жовтня 2006 року — Папського теологічного відділення у Вроцлаві.
- 21 жовтня 2008 року Папа Римський Бенедикт XVI прийняв відставку кардинала Яворського з посади римо-католицького архиєпископа Львова. Його посаду обійняв архієпископ-коад'ютор Мечислав Мокшицький.
- 5 вересня 2020 року відійшов до Господа.
- 11 вересня 2020 року похований у місті Кальварія-Зебжидовська. Так заповідав померлий.

## Відзнаки
- Орден князя Ярослава Мудрого V ступеня (2004)
- Орден князя Ярослава Мудрого IV ступеня (2006)
- Командорський Хрест із зіркою Ордена Відродження Польщі (17 вересня 2007)
- Орден Білого Орла (13 березня 2017)[1]
- Доктор honoris causa декількох польських університетів
- Почесний громадянин Любачева (1996)[2], Кракова (2006)[3], Пущикова (2013).